# Die wahre Kochkunst, oder neuestes, geprüftes und vollständiges Pester Kochbuch
Die wahre Kochkunst, oder neuestes, geprüftes und vollständiges Pester Kochbuch ist das deutsche Kochbuch der Josefine (auch Josephine von) Saint-Hilaire (?–1859), welches sie nach eigenen umfassenden Kenntnissen verfasste und erstmals im Jahr 1820 vom Buchhändler Josef Eggenberger veröffentlichen ließ. Ihr Werk war so erfolgreich, dass es bis 1895 insgesamt 31 Auflagen erreichte.
Zu Beginn erschienen ihre Kochbücher anonym, nur unter Angabe ihrer Initialen I. S. H. In der Vorrede der achten Auflage des Pester Kochbuchs äußert die Autorin sich aber darüber wie folgt: „Um jeden Verstoß zu vermeiden, habe ich es für nöthig gehalten, bei dieser neuen Auflage meinen Nahmen beizufügen, weil nemlich unter einem ähnlichen Titel auch ein anderes Kochbuch vor wenigen Jahren ebenfalls in Pesth erschienen ist.“ Anlass war wohl das im Jahr 1836 anonym veröffentlichte Kochbuch von drei Pesther Frauen Allgemeines geprüftes Pesther Kochbuch, erschienen beim Verlag Gustav Heckenast.
Das vom Buchhändler Georg Kilian damals veröffentlichte Pester Kochbuch in ungarischer Sprache ist eine nahezu wörtliche Kopie des Pester Kochbuchs der Josefine von Saint-Hilaire, es wurde ebenfalls anonym veröffentlicht. Die ungarische Version des Pester Kochbuchs hieß im Jahr 1834 noch Legújabb, legbővebb és leghasznosabb pesti szakácskönyv, danach ab 1843 A valódi szakácsság, vagy: legujabb alapos és teljes pesti szakácskönyv. Der Buchhändler Thomas von Trattner, der von Hilaires Kochbuch die achte Auflage druckte, spielte bei den unerlaubten Nachdrucken fremder Literaturwerke in jener Zeit die größte Rolle.
Aus den Vorreden ihrer Kochbücher geht hervor, dass Josefine von Saint-Hilaire die Neuauflagen ihres Kochbuchs selber revidierte und erweiterte, sowie „nur weniges ist aus anderen geschriebenen und gedruckten Kochbüchern benützt worden“. Später wurde das Pester Kochbuch der Josefine von Saint-Hilaire auch in ungarischer Sprache (ungarisch A valódi szakácsság vagy legújabban átvizsgált és tökéletesített képes pesti szakácskönyv) von andern Buchdruckern (Emil Wiesner bzw. Robert Lampel) veröffentlicht und fand bis ins 20. Jahrhundert hinein noch großes Interesse.

## Leben
Die wenigen Auskünfte über das persönliche Leben der Josefine von Saint-Hilaire liefert das Verzeichniss der in Ungarn und Ungarn betreffend im Auslande erschienenen deutschen Drucke, das im Jahr 1886 in Ungarns deutsche Bibliographie 1801–1860 veröffentlicht wurde:

„Saint-Hilaire, Josefine, Rittmeisterswittwe – Die wahre Kochkunst, oder neuestes, geprüftes und vollständiges Pester Kochbuch. Dieses, bis jetzt durch 26 Auflagen in 60 Jahren berühmte Kochbuch einer Pesterin, der Wittwe eines k. k. Offiziers, erlebte 1823 die zweite, 1826 die dritte, 1829 die vierte, 1832 die fünfte, 1835 die sechste Auflage. Erst bei siebter Auflage wurde 1839 ein Kontrakt geschrieben, welcher der Verfasserin für jegliche neue Auflage 258 fl. Honorar sicherte, das sie bis an ihren Tod 1859 bezog. Erst von 7-ter Auflage an nannte sie sich offen.“